# ألان راي (لاعب كريكت)
ألان راي (30 سبتمبر 1922 - 27 فبراير 2005) (بالإنجليزية: Allan Rae)‏ هو لاعب كريكت جامايكي. شارك مع منتخب الهند الغربية للكريكت.

## وصلات خارجية
- ألان راي على موقع إي آس بي آن كريك إنفو (الإنجليزية)